# Meshadí Azizbékov
Meshadí Aziz-bey oghlu Azizbékov, también escrito Azizbeyov (azerí: Məşədi Əziz bəy oğlu Əzizbəyov; ruso: Мешади Азиз-бек оглы  Азизбеков) (Bakú, Gobernación de Bakú, Azerbaiyán, Imperio Ruso, 6 de enero de 1876 – Turkmenbashi, República Autónoma Socialista Soviética del Turkestán, RSFS de Rusia, 20 de septiembre de 1918) fue un legendario revolucionario soviético de origen azerí, líder del movimiento revolucionario de Azerbaiyán, uno de los primeros marxistas azeríes, comisionado provincial y vicecomisario del pueblo de Asuntos Internos, comisario de gubernia para Bakú y dirigente de la Comuna de Bakú. Fue uno de los 26 Comisarios de Bakú.
Azizbekov se unió al Partido Obrero Socialdemócrata de Rusia (POSDR) y fue uno de los líderes del Hummet, el partido socialdemócrata revolucionario de los musulmanes azeríes. Tras la Revolución de Octubre de 1917 se implicó en la Comuna de Bakú. Al caer este régimen en julio de 1918, Azizbekov y el resto de los comisarios abandonaron Bakú y navegaron a través del mar Caspio. Sin embargo, fueron capturados por fuerzas antisoviéticas. La noche del 20 de septiembre, Azizbekov fue ejecutado por un pelotón de fusilamiento en un remoto lugar entre las estaciones de Pereval y Ajcha-Kuima del Ferrocarril Trans-Caspio.
Actualmente, las visiones sobre Azizbekov son mixtas. El nacionalismo azerí, el dominante partido Nuevo Azerbaiyán así como los principales partidos opositores, el Müsavat y el Partido del Frente Popular de Azerbaiyán, no contemplan a Azizbekov como una figura positiva. Por otro lado, el Partido Comunista de Azerbaiyán así como muchos otros políticos locales de izquierda ven a Azizbekov como una figura positiva, notable e importante de la Historia de Azerbaiyán. 

## Biografía

### Primeros años

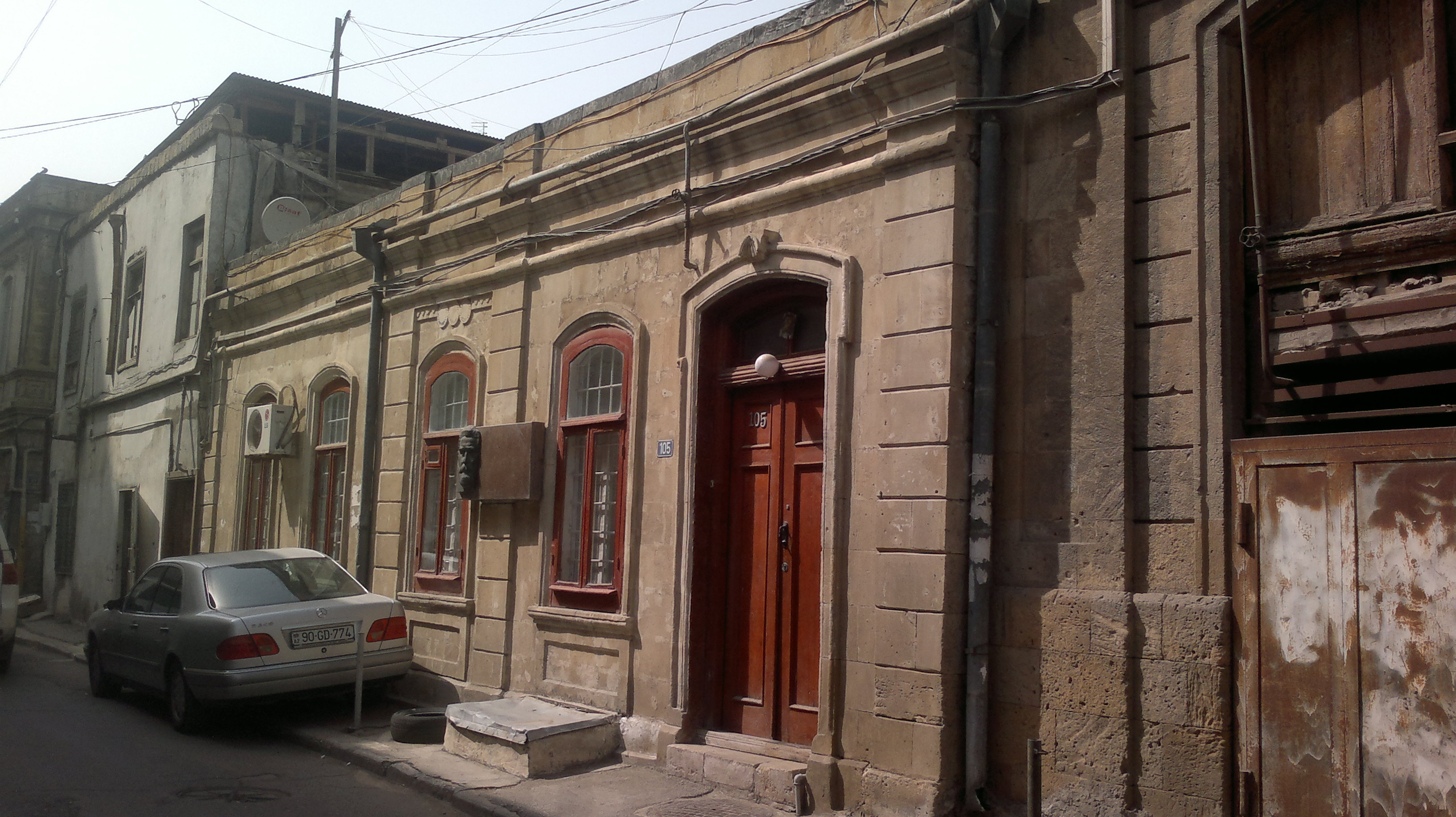
Edificio de Bakú donde nació Azizbekov.

Las fuentes soviéticas afirman que Azizbekov nació en una familia de albañiles, pero según su nieto, Mehdi Azizbekov, su abuelo nació en una familia de la nobleza y el padre de Meshadi era muy amigo del magnate industrial Zeynalabdin Taghiyev, aunque fue ejecutado durante el dominio zarista del Imperio Ruso. 
Meshadi Azizbekov finalizó la escuela secundaria en Bakú en 1896 y se trasladó a San Petersburgo para entrar en la escuela de ingeniería civil. Se unió al POSDR en 1898 y tomó parte en movimientos estudiantiles. En 1899 entró en el Instituto Tecnológico de San Petersburgo y se graduó como ingeniero electricista. Hablaba con fluidez ruso y alemán. 

### Actividades sociales y políticas

#### Rusia e Irán
Tomó parte en las protestas de los obreros industriales de San Petersburgo en 1902, por lo que fue perseguido, y en la Revolución rusa de 1905, así como en el famoso movimiento constitucional "Mazut" de Azerbaiyán. Fue organizador del Sindicato de Obreros del Petróleo de Bakú. Durante la Primera Guerra Mundial ayudó a muchos refugiados de guerra y heridos independientemente de su nacionalidad.
Azizbekov fue miembro del partido İctimaiyyun-amiyyun (Mujaheed) en Irán, así como electo diputado de la Duma estatal de Bakú. Durante la Revolución constitucional iraní de 1908-1910 se trasladó a Irán para apoyar a los revolucionarios con armas y literatura. En 1909 fue elegido presidente de una organización llamada Ayuda para la Revolución Iraní en Bakú. Fue invitado a Rasht y a Anzali para trabajos revolucionarios. Conoció personalmente a Sattar Khan.

#### Azerbaiyán

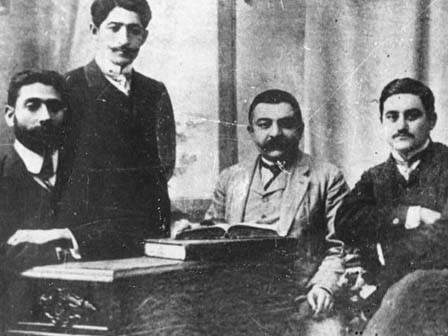
Azizbekov, junto a otros miembros del Hummet, incluido Mammad Amin Rasulzade, que más tarde se pasaría al Müsavat.

Jugó un papel muy activo para el establecimiento del Teatro Dramático Nacional de Azerbaiyán (la Academia de Teatro Dramático Nacional llevaría su nombre durante un breve periodo) y también contribuyó a la construcción de la presa Shollar en Bakú, como financiador e ingeniero. Durante su trabajo en Elektrichiskaya Sila intentó detener los enfrentamientos étnicos entre azeríes y armenios. En 1906 creó el escuadrón de guerra de Bakú llamado Bayraği-nüsrət (Bandera de la Gloria). Después jugó un papel en la publicación de los periódicos bolcheviques llamados Devet-Qoch y Priziv. Fue copresidente de la sociedad cultural-educativa Nijat y abrió un nuevo espacio para ayudar a la población pobre de Bakú. En 1914 participó y apoyó activamente las protestas de los obreros industriales de Bakú. Jalil Mammadguluzadeh entregó a Azizbekov la primera publicación de Molla Nasraddin por su contribución a la educación en Azerbaiyán en aquella época.

#### Comisario de Bakú y fallecimiento
Tras la Revolución rusa de 1917, fue elegido dirigente de la Comuna de Bakú. En marzo, comenzó su participación en las organizaciones del Hummet. En abril, formó parte del buró de este partido socialista musulmán en Bakú. Continuó en actividades similares durante el resto del año. Fue uno de los 26 Comisarios de Bakú de la comuna soviética que fue establecida en la ciudad tras la Revolución de Octubre. Según su nieto, durante las Jornadas de Marzo, fue responsable del distrito de Şamaxı y salvó a la mayor parte de la población de los asesinatos masivos de miembros del Dashnak ya que creía que la población pobre de esa localidad no podía ser peligrosa para la revolución.
Azizbekov fue amigo de Mammad Amin Rasulzade a principios de los años 1900 cuando éste era también miembro del Hummet. Cuando la Comuna fue cercada por la Dictadura del Caspio Central, una coalición del Dashnak, los social-revolucionarios de derecha y los mencheviques, apoyada por los británicos, Azizbekov y sus camaradas fueron capturados por tropas británicas y ejecutados por un pelotón de fusilamiento entre las estaciones de Pereval y Ajcha-Kuima del Ferrocarril Trans-Caspio.
Azizbekov, junto al resto de Comisarios de Bakú, fue enterrado en una gran ceremonia en el centro de Bakú. En enero de 2009, las autoridades locales comenzaron la demolición del Memorial a los 26 Comisarios. El monumento en sí había sido vallado desde julio de 2008. Los restos de los comisarios fueron enterrados en el cementerio de Hövsan el 26 de enero de 2009, con la participación de clérigos musulmanes, judíos y cristianos, que dirigieron las ceremonias religiosas.
Se opusieron al desmantelamiento algunos políticos locales de izquierda y en particular el Partido Comunista de Azerbaiyán. Durante el traslado de los restos no se dio ninguna información a la familia de Meshadi Azizbekov, mientras su familia quería trasladarlos al cementerio de Suvelan, a la derecha de su madre. Actualmente es imposible reconocer en el cementerio qué tumba pertenece a Meshadi Azizbekov.

### Vida personal
Meshadi estaba casado con la hija de un millonario de la era Zarbaliyev y tuvo cuatro hijos: Aslan, Beyimjanum, Safura y Aziz, que más tarde se convirtió en general de intendencia. 
Su nieta Pustejanum escribió varios libros sobre su abuelo. Su esposa, Janum Azizbekova, fue presidenta del primer club de mujeres organizado en 1919 por el magnate del petróleo Shamsi Asadullayev. También estuvo activa en la revista Şərq qadını (Mujer del Este), que tiene una importancia notable en la historia de la mujer en Azerbaiyán. El nieto del hijo de su tío, Janibek Azizbekov, fue asesinado durante la Guerra de Nagorno Karabaj.

## Legado
En la Unión Soviética, Azizbekov fue representado como uno de los héroes caídos de la Revolución Rusa. Fue retratado en películas, una de ellas protagonizada por el actor azerí Malik Dadashev: Los 26 Comisarios de Bakú (1966); así como en 26 Comisarios en 1933. Fue representado por el actor Nodar Shashigoglu en la película azerí Mañana (1960). La primera novela histórica de la literatura azerí, Komissar, del escritor Mehdi Husein, traza a Azizbekov como al personaje principal. Él, junto a otros Comisarios de Bakú, fue sujeto de muchas películas, documentales, novelas e incluso poemas en la Unión Soviética, notablemente 26-lar, de Samed Vurgun, las novelas Ciudad luchadora y Bakú misteriosa de Mammad Said Ordubadi, y también trabajos de Nikolái Semiónovich Tíjonov, Nairi Zarian, Suleiman Rustam, Yeghishe Charents, Mikayil Mushfig, Vasili Kamenski, Paolo Iashvili, Semión Kirsanov, Mirvarid Dilbazi y Serguéi Yesenin.
Los pueblos de Vayk, Aregnadem y Zarritap, todos en Armenia, recibieron su nombre durante la era soviética. Bustos de él se encuentran en la estación de metro de Georgia y en uno de los parques centrales de Armenia, siendo retirados el monumento y la estación de metro de Azerbaiyán en las últimas décadas. El Raión de Jazar llevó oficialmente el nombre de Azizbekov hasta 2010. La calle que llevaba su nombre en Turkmenistán fue cambiada en los últimos años igualmente.
Su monumento en Ereván, entonces capital de la RSS de Armenia fue el primer memorial comunista demolido en Armenia. A pesar de la versión oficial de que la caída del monumento se debió a un accidente de un camionero que perdió el control de su vehículo, aún se duda si fue un accidente o en realidad un acto premeditado, al ser Azizbekov azerí.
No obstante, aún llevan su nombre una calle de Bakú, aldeas en las regiones azeríes de Goygol y Goranboy y una ciudad de la República Autónoma de Najicheván. Hay calles con su nombre en Kazajistán, (Almatý, Taraz), Rusia (Volgogrado, Astracán), Tayikistán (Dusambé), Ucrania (Kryvyi Rih, Donetsk), y Uzbekistán (Djizaks). También hay un callejón con su nombre en Magaramkent (Daguestán).